# A Place with No Name
"A Place with No Name" là ca khúc của nghệ sĩ thu âm người Mỹ, Michael Jackson. Một đoạn dài 24 giây của bài hát được phát hành trên website TMZ.com vào 16 tháng 7 năm 2009, ba tuần sau cái chết của ca sĩ. Bản đầy đủ bị rò rỉ trên mạng ngày 3 tháng 12 năm 2013. Bài hát rất giống với bài "A Horse with No Name", một bản hit của nhóm nhạc rock America. Vào lúc bài hát bị rò rỉ trên mạng, nhóm America khẳng định họ vinh dự được Michael Jackson để ý đến tác phẩm của mình và "lấy mẫu" nó làm cảm hứng cho bài hát của ông. Người ta khẳng định còn cả tá những bài hát của Michael Jackson chưa được công bố hay phát hành và sẽ tiếp tục được phát hành ra công chúng trong nhiều năm tới. Bài hát được nhà sản xuất người Na Uy StarGate "hiện đại hóa" để đưa vào album mới của Jackson là Xscape (2014), cùng với bản gốc. "A Place with No Name" sẽ là đĩa đơn thứ hai của album Xscape, ra mắt trên các đài radio đô thị Mỹ cho người lớn từ ngày 12 tháng 8 năm 2014.

## Hậu trường và rò rỉ
Ngày 25 tháng 6 năm 2009, Michael Jackson chết do trụy tim. Ba tuần sau cái chết của ca sĩ ngày 16 tháng 7 năm 2009, trang tin về người nổi tiếng TMZ.com thu được đoạn trích 24 giây của bài "A Place with No Name", và phát hành lên Internet. Bài hát là một ca khúc chưa phát hành của Jackson có giai điệu và lời ca giống với bài "A Horse with No Name" của nhóm America, một đĩa đơn đã trở thành bản hit số một khi được phát hành năm 1972 và giúp nhóm nhạc này phát hành album America được công nhận bạch kim. Tờ St. Louis Post-Dispatch khẳng định hai bài hát "suýt soát y hệt". Dù hai bài "A Horse with No Name" và "A Place with No Name" quá giống nhau, nguồn tin cho biết Jackson đã được cho phép thâu tác phẩm ra đời trễ hơn. Tới nay, vẫn chưa biết thời gian thâu bài hát, dù có nguồn tin cho biết Jackson và America làm việc với cùng một quản lý được cho là Jim Morey vào cuối những năm 80-90.
Bài "A Place with No Name" không phải là bài hát đầu tiên của một thành viên trong gia đình nhà Jackson "lấy mẫu" các công trình của nhóm America. Bản hit của Janet Jackson là "Someone to Call My Lover" — từ album All for You năm 2001 — cũng lấy mẫu bài "Ventura Highway", trong album Homecoming năm 1972 của nhóm America. Theo Dr. Freeze, phiên bản "A Place with No Name" bị rò rỉ là bản sau cùng mà Michael đã nghe và duyệt năm 2008, và là bản "gốc" phát hành trong album Xscape bản đặc biệt.
Trước khi phiên bản gốc bị rò rỉ vào tháng 12 năm 2013, một bản cover được đăng lên Youtube vào tháng 1 năm 2011, thâu bởi một người bí ẩn mang bí danh "Spino".

## Đánh giá
Từ khi phát hành trong album Xscape, "A Place With No Name" nhận được các lời phê bình từ trung bình đến tốt. Joe Levy từ tờ Billboard gọi bài hát là "trung tâm" của album. Nekesa Mumbi Moody từ Yahoo! cho rằng "A Place With No Name" "có phần beat và âm giống với 'Leave Me Alone' từ giai đoạn 'Bad' và phần lời yếu, chúng ta từ đó hiểu vì sao Michael từ bỏ bài hát này khi cân nhắc các bài hát cho album."

## Phản ứng từ nhóm America
Dewey Bunnell và Gerry Beckley của nhóm America thể hiện sự biết ơn tới Jackson vì đã chọn bài hát của họ làm cảm hứng và nền tảng cho "A Place with No Name". Phát biểu với MTV, nhóm cũng thể hiện sự tiếc nuối rằng fan của Michael không thể nghe được bài hát hoàn tất khi Michael còn sống:
| “ | Chúng tôi vinh dự được Michael Jackson chọn thâu bài hát và ấn tượng với chất lượng của bài hát. Chúng tôi cũng mong nó sớm được phát hành để thính giả khắp thế giới nghe trọn bài và một lần nữa trải nghiệm sự tài hoa vô đối của Michael Jackson [...] Michael Jackson thật sự đã làm việc này một cách hợp lệ và chúng tôi thật sự mong các fan của ông ấy và của chúng tôi được nghe nó hoàn chỉnh. | ” |

Bunnell bình luận thêm rằng anh "rất tự hào vì Jackson đã thâu bài hát. Đây là một phiên bản hay và thú vị từ bài hát của tôi viết."

## Bảng xếp hạng
| BXH (2014)                                        | - Thứ hạng - cao nhất |
| ------------------------------------------------- | --------------------- |
| Hà Lan (Single Top 100)                           | 24                    |
| US Bubbling Under R&B/Hip-Hop Singles (Billboard) | 1                     |
| US R&B/Hip-Hop Digital Songs (Billboard)          | 48                    |
| Anh Quốc (OCC)                                    | 172                   |